# Stratosphere (альбом)
Stratosphere (рус. Стратосфера) — дебютный студийный альбом американской слоукор-группы Duster, выпущенный 24 февраля 1998 года лейблом Up Records. Группа записывала его в плохих условиях, поэтому присутствуют некоторые песни низкого качества. Считается одним из пионерных альбомов слоукор музыки.
Будучи записанным в конце 90-х, свою популярность альбом обрёл уже в XXI веке
Альбом был в основном написан и записан участниками Клейем Партоном и Канааном Дав Амбером, а Джейсон Альбертини сыграл на барабанах в трёх композициях. Впоследствии группа выпустила альбом Contemporary Movement в 2000 году, а Stratosphere был переиздан как часть бокс-сета Capsule Losing Contact в марте 2019 года.

## Художественное оформление
Обложка альбома представляет собой фотографию, взятую из ноябрьского номера журнала Life за 1970 год, сделанную Сэмом Эрлихом в Альберте, Канада.

## Список композиций
| №                   | Название               | Длительность |
| ------------------- | ---------------------- | ------------ |
| 1.                  | «Moon Age»             | 1:06         |
| 2.                  | «Heading For The Door» | 3:08         |
| 3.                  | «Gold Dust»            | 2:06         |
| 4.                  | «Topical Solution»     | 5:01         |
| 5.                  | «Docking The Pod»      | 1:50         |
| 6.                  | «The Landing»          | 2:43         |
| 7.                  | «Echo, Bravo»          | 4:31         |
| 8.                  | «Constellations»       | 3:42         |
| 9.                  | «The Queen of Hearts»  | 4:18         |
| 10.                 | «Two Way Radio»        | 0:19         |
| 11.                 | «Inside Out»           | 2:20         |
| 12.                 | «Stratosphere»         | 6:56         |
| 13.                 | «Reed To Hillsborough» | 4:00         |
| 14.                 | «Shadows of Planes»    | 1:49         |
| 15.                 | «Earth Moon Transit»   | 4:22         |
| 16.                 | «The Twins/Romantica»  | 3:42         |
| 17.                 | «Sideria»              | 1:47         |
| Общая длительность: | Общая длительность:    | 53:45        |